# شورش آرارات
شورش آرارات که با نام شورش اگری نیز شناخته می‌شود، در سال ۱۹۲۷توسط کردها علیه دولت ترکیه در شرق ترکیه صورت گرفت.
رهبر نیروهای چریکی در زمان شورش بر عهده احسان نوری پاشا بود.

## زمینه شورش
پس از اینکه شورش شیخ سعید پیران در سال ۱۹۲۵ توسط ارتش ترکیه سرکوب شد بعضی از سران و سیاسیون کرد تصمیم گرفتن شورش دیگری را آغاز کنند بنابرین چندین شخصیت برجسته کرد در ۵ اکتبر۱۹۲۷ سازمان خویبون را تأسیس کردن اعضای برجسته کنگره شامل کامران بدرخان، جلادت بدرخان، ممدوح سلیم و مهدی سعید (برادر شیخ سعیدپیران) از جمله این افراد بودند. در همان ماه، خویبون با فدراسیون انقلاب ارمنستان به یک پیمان رسید. این پیمان در ۲۹ اکتبر در بیروت توسط واهان پاپازیان مورد مذاکره قرار گرفت. بخش مسلحانه توسط احسان نوری پاشا افسر عثمانی هدایت می‌شد. جناح سیاسی در دمشق مستقر بود، در چندین کشور غربی و عمدتاً توسط اعضای خانواده بدرخان‌ها نمایندگی می‌شد. جلادت بدرخان به عنوان رئیس سازمان خویبون انتخاب شد.
اعضای خویبون تصمیم به ارتقاء احسان نوری پاشا افسر سابق در ارتشهای عثمانی و ترکیه، به ژنرال (پاشا) گرفتن و او را با ۲۰ نفر به ارزروم فرستادن. آنها روزنامه ای به نام اگری منتشر کردندو جمهوری آرارات را در ۸ اکتبر ۱۹۲۷ تأسیس کردن. کمیته مرکزی خویبون بروی حسکی تلو را که از بزرگان ایل جلالی بود به استانداری اگری و احسان نوری پاشا را به سمت فرمانده کل نیروهای مسلح کرد منصوب کرد. خویبون همچنین به قدرتهای بزرگ و جامعه ملل (سازمان ملل) رجوع کرد اما تحت فشار ترکیه، انگلیس و فرانسه فعالیتهای افراد درگیر در خویبون را محدود کردند. خویبون سازمان اصلی شروع شورش آرارات بود، جایی که جمهوری آرارات تأسیس شد.

## سرکوب ومنحل شدن جمهوری ارارات
در پایان تابستان ۱۹۳۰ نیروی هوایی ترکیه به وسیله ۱۰۰ جت جنگی مواضع کردها را در اطراف کوه آرارات از همه جهات بمباران کرد.به گفته ژنرال احسان نوری، برتری نظامی نیروی هوایی ترکیه باعث بدخلقی کردها و منجر به نامیدی نیروهای کرد شد.
در طی شورش، نیروی هوایی ترکیه همچنین چندین ایل طایفه و روستایی کردنشین را بمباران کرد. به عنوان مثال، طایفه خلکانلو و حسه سوری به ترتیب در ۱۸ جولای و ۲ آگوست بمباران شدند. روستاهای درگیر در شورش بطور مداوم از ۲ تا ۲۹ اوت بمباران شدند. از ۱۰ تا ۱۲ ژوئن مواضع کردها بمباران شدیدی شد و این حملات کردها را مجبور به عقب‌نشینی به موقعیت‌های بالاتر در اطراف کوه آرارات کرد. در تاریخ ۹ ژوئیه، روزنامه جمهوریت گزارش داد که نیروی هوایی ترکیه بمب‌ها را مانند باران بر سر شورشان در کوه آرارات می‌ریزد. بعضی از کردها که از بمباران گریخته بودند زنده دستگیر شدند. در ۱۳ ژوئیه، شورش در دره زیلان سرکوب شد. در ۱۶ ژوئیه دو هواپیمای جنگی ترکیه سقوط کردند. بمباران هوایی برای چندین روز ادامه داشت و کردها را مجبور به عقب‌نشینی به ارتفاع ۵۰۰۰ متر (۱۶۰۰۰ فوت) کرد. تا ۲۱ ژوئیه بمباران بسیاری از مناطق مسکونی کردها را نابود کرد. در طی این عملیات‌ها ارتش ترکیه از۶۶۰۰۰ سرباز استفاده می‌کرد.طبق آخرین گزارش‌ها توسط کردها آخرین حمله بزرگ ارتش ترکیه در تاریخ ۲ سپتامبر به دیاربکر انجام شد. شورشیان به تدریج توسط تعداد برتر نیروهای ارتش و نیروی هوایی ترکیه سرکوب شدن. بعد از این که تعدادی از شورشیان از ناحیه ارارات به ایران گریختن از آنجا که مرز بین ترکیه و ایران در امتداد آرارات کوچک تامرکز قله امتداد داشت، ترکیه نتوانست مانع عبور جنگجویان کرد از مرز در آن مکان شود. برای حل این مشکل ترکیه خواستار واگذاری کل کوه به ترکیه شد. در ۲۳ ژانویه سال۱۹۳۲ توافقنامه مربوط به رفع مرز بین ایران و ترکیه توسط طرفین امضاشدو ترکیه کنترل کامل کوه‌های آرارات یعنی هردو قله و قلمرو بین روستای گربران و ارارات را به دست آورد. ودر طرف دیگر به عنوان غرامت ایران ۹۰ مایل مربع در منطقه قطور به دست آورد؛ و سرانجام شورش ارارات در سال ۱۹۳۱ شکست خورد و ترکیه کنترل کل منطقه را دوباره به دست گرفت.